# Andamanenschleiereule
Die Andamanenschleiereule (Tyto deroepstorffi) ist eine Art aus der Gattung der Schleiereulen, die nur auf den Andamanen vorkommt. Sie galt lange als eine Unterart der Schleiereule, wird aber in jüngerer Literatur als eigenständige Art angesehen.

## Merkmale
Die Andamanenschleiereule ist der auch in Mitteleuropa vorkommenden Schleiereule sehr ähnlich, allerdings sind die Farben kontrastreicher. Sie erreicht eine Körperlänge von 30 bis 36 Zentimetern und entspricht damit auch in der Körpergröße einer Schleiereule. Die Körperoberseite ist dunkelbraun mit rötlichbraunen Flecken. Weiße Flecken dagegen fehlen. Die Flügel und der Schwanz sind verhältnismäßig kurz. Die Brust ist gelbbräunlich mit dunklen Flecken. Der Unterbauch ist weißlich. Anders als bei der Schleiereule ist der Gesichtsschleier nicht gräulich, der Rand um den Gesichtsschleier ist relativ breit und orangebraun. Die Zehen sind deutlich kräftiger als bei der Schleiereule.
Über die Lebensweise der Andamanenschleiereule ist nur sehr wenig bekannt. Vermutlich besetzt sie auf dieser Insel eine ähnliche ökologische Nische wie Schleiereulen auf dem Festland.

## Etymologie und Forschungsgeschichte
Die Erstbeschreibung des Andamanenschleiereule erfolgte 1875 durch Allan Octavian Hume unter dem Namen Strix De-Roepstorffi. Das Typusexemplar wurde in Aberdeen von Fredrik Adolph de Roepstorff (1842–1883) am 1. Juli 1875 geschossen. Erst später wurde die Andamanenschleiereule der von Gustaf Johan Billberg im Jahr 1821 eingeführten neuen Gattung Tyto zugeordnet. Dieser Name leitet sich aus den griechischen Wort τυτω, τυτους tutō, tutous für „Eule, Nachteule“ ab. Das Artepitheton deroepstorffi ist dem Sammler des Typusexemplars gewidmet.

## Belege